# Yttre Långsjön
Yttre Långsjön är en sjö i Piteå kommun i Norrbotten och ingår i Alån-Rosåns kustområde.